# شيلي (الأردين)
شيلي هي بلدية فرنسية تقع في إقليم الأردين في منطقة غراند إيست. 

## الأماكن والمعالم الأثرية
- أعمدة سان ريمي ، المصنفة ضمن المعالم التاريخية في عام 1931 .[6]

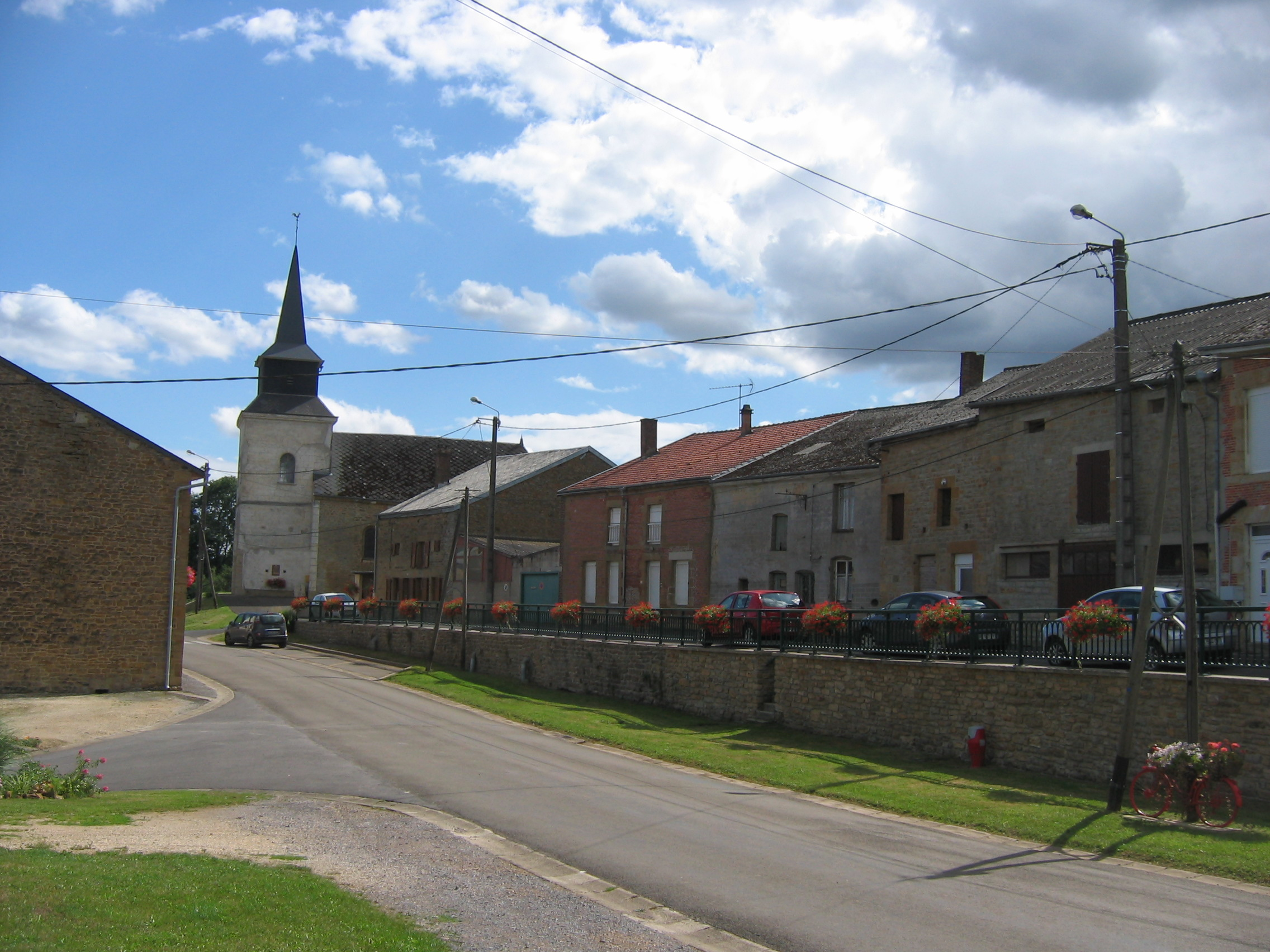
شارع القرية.
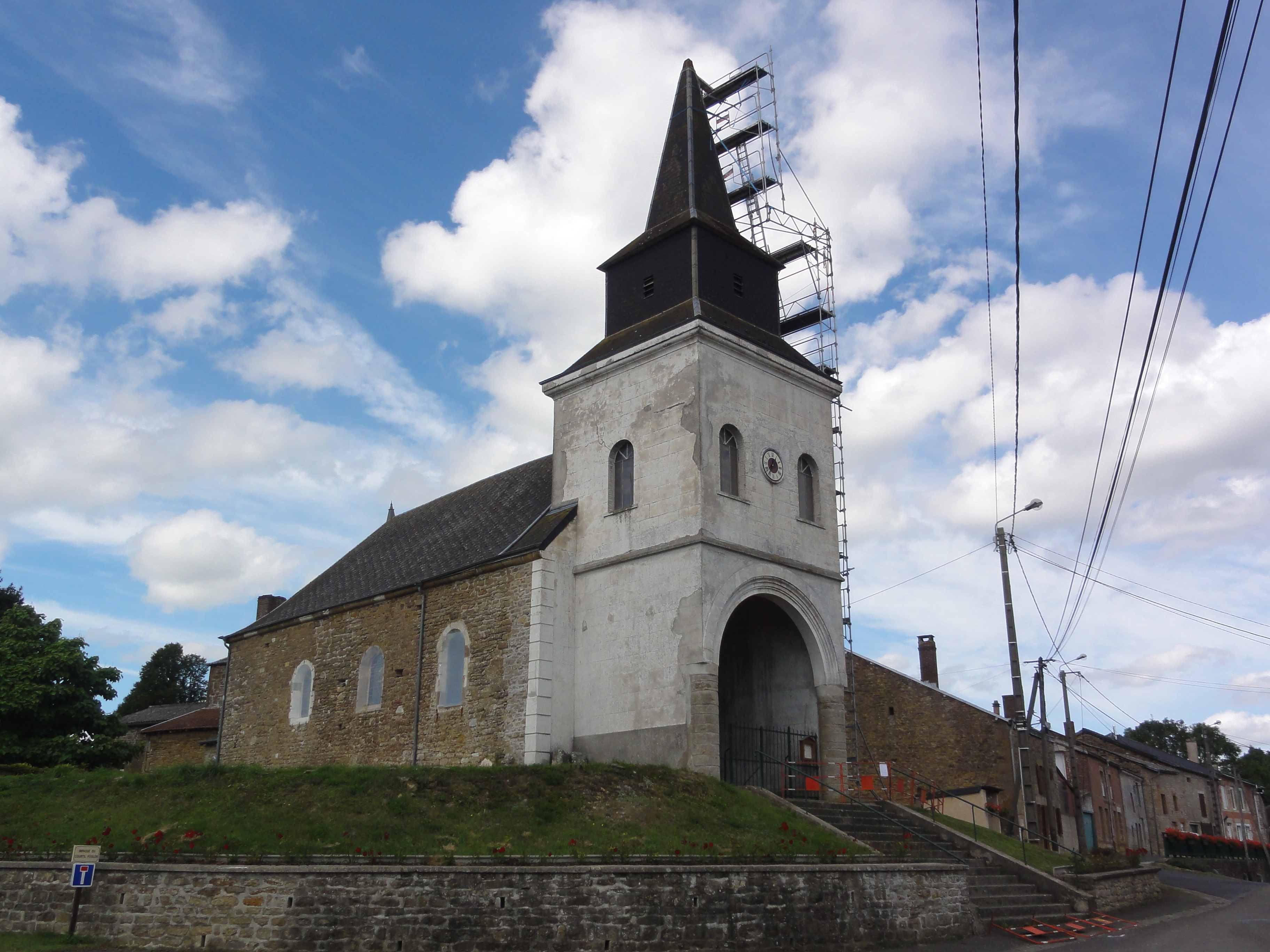
كنيسة.
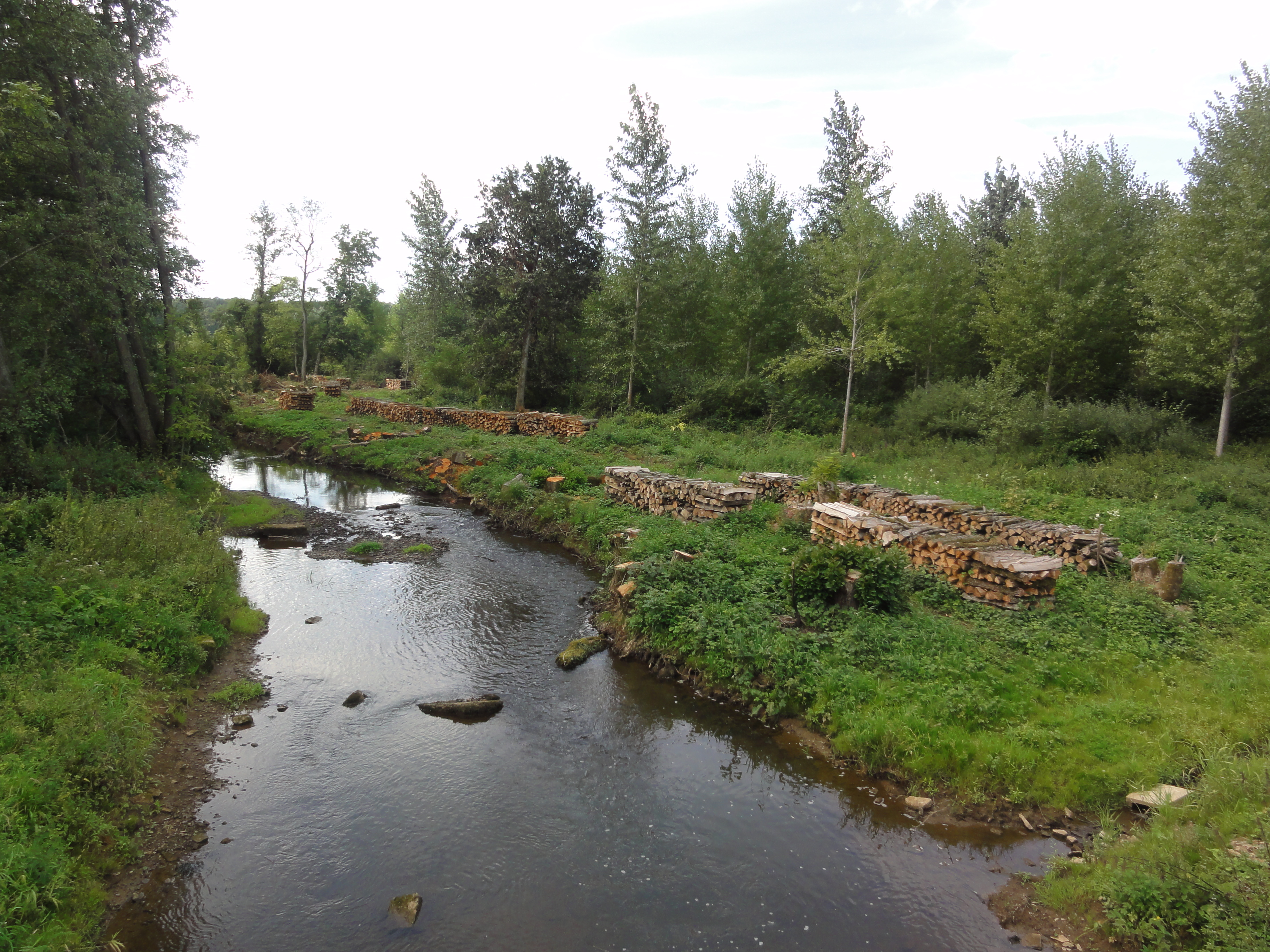
سورمون في شيلي.
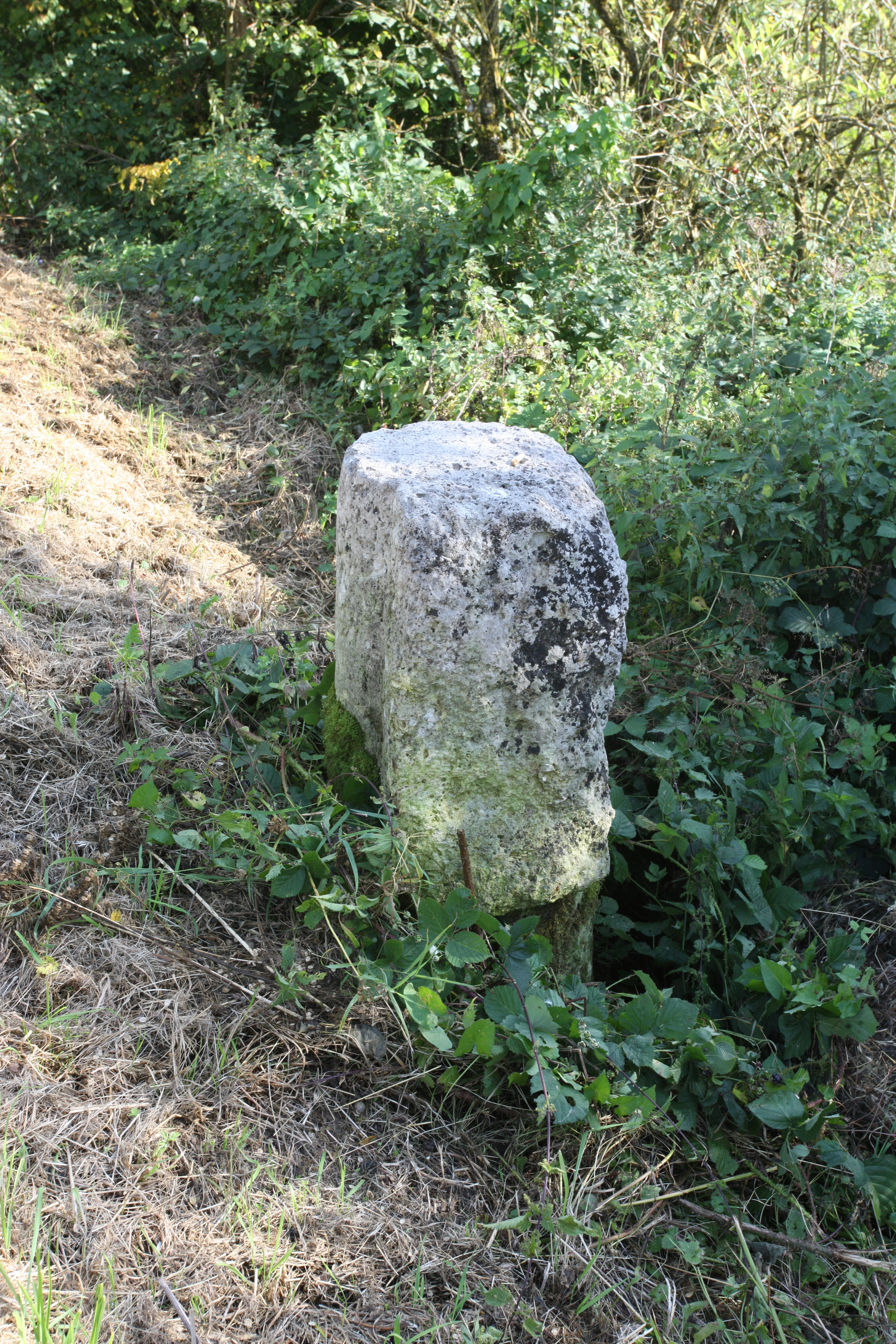
محطة سان ريمي.